# Mazda3 MPS
Der Mazda 3 MPS (Mazda Performance Series) ist eine Sportversion des Mazda3, die von Dezember 2006 bis Anfang 2009 in der ersten Generation angeboten wurde und auf der fünftürigen Karosserievariante basiert. Auf den nichteuropäischen Märkten werden die MPS-Modelle unter dem Namen Mazdaspeed 3 verkauft. Die zweite Generation ist seit Oktober 2009 verfügbar. Beide Generationen benötigen Super Plus.

## 3 MPS (BK, 2006–2009)
Der Mazda3 MPS wurde auf der AMI im April 2006 erstmals präsentiert. Er wird vom aus dem Mazda6 MPS bekannten 2,3-Liter Turbomotor mit Benzindirekteinspritzung angetrieben, der eine Leistung von 191 kW (260 PS) bei 5500/min und ein maximales Drehmoment von 380 Nm bei 3000/min entwickelt. Die Kraftübertragung erfolgt über ein manuelles 6-Gang-Getriebe und ein Sperrdifferenzial auf die Vorderräder. Eine von Gangwahl und Lenkwinkel abhängige Füllungs- und Ladedruckregelung verbessert die Traktion. Die Höchstgeschwindigkeit wird elektronisch auf 250 km/h begrenzt, von 0 auf 100 km/h vergehen 6,1 s. Damit ist der Mazda3 MPS eines der leistungsstärksten Serienfahrzeuge mit Frontantrieb.
Weitere Ausstattungsmerkmale sind 18-Zoll-Leichtmetallfelgen im 10-Speichen-Design, rote Ziernähte im Innenraum und Alupedale, sowie ein elektronisches Sicherheitssystem, bestehend aus einem elektronischen Stabilitätsprogramm (DSC), zu dem eine Antriebsschlupfregelung (TCS) und ein Bremsassistent (EBA) gehören.

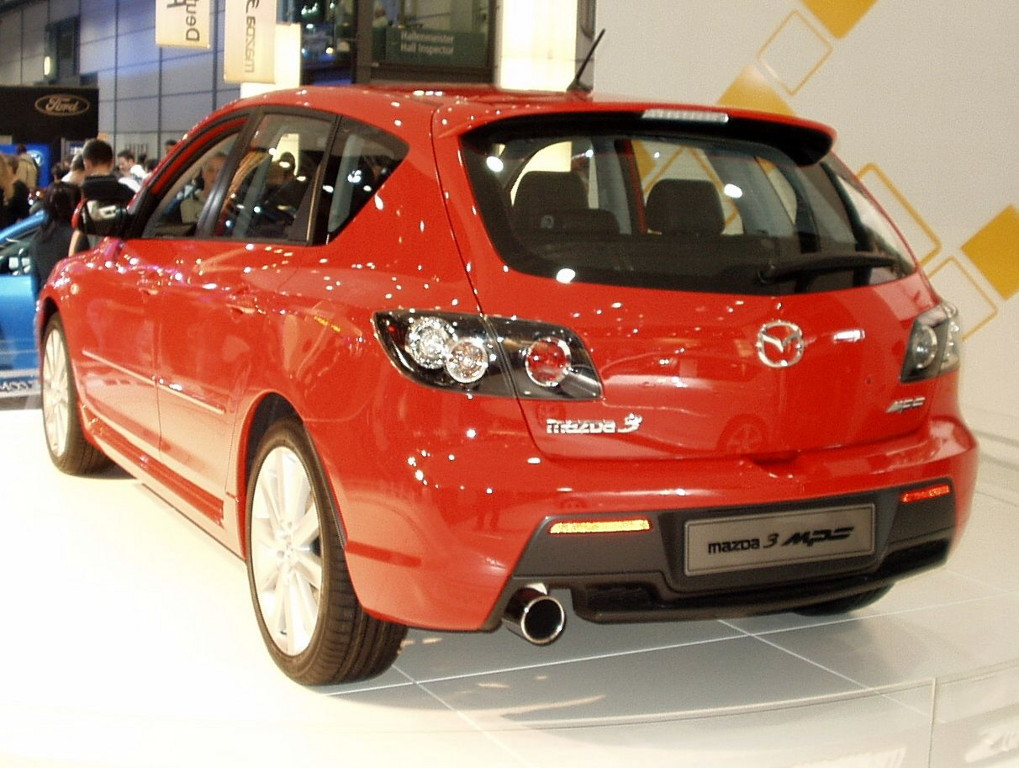
Heck mit linksseitigem Endrohr

## 3 MPS (BL, 2009–2013)
Die zweite Generation des Mazda3 MPS wurde im März 2009 auf dem Genfer Auto-Salon erstmals präsentiert.
Das Fahrzeug stand ab Oktober 2009 bei den Händlern. Er erfüllt die Abgasnorm Euro 5 und verbraucht 9,6 l Super Plus auf 100 km.
Als Sicherheitsfeatures ist unter anderem ein Spurwechselassistent serienmäßig verbaut. Als Zusatzausstattung steht das „Plus-Paket“ mit unter anderem Bi-Xenonlicht mit Kurvenlicht, schlüssellosem Zugangs- und Startsystem und einem BOSE-Soundsystem zur Verfügung.
Als weiteres Extra ist ein Navigationssystem erhältlich.
Die 2012 erfolgte Modellpflege zeichnete sich im Schwerpunkt durch eine vollständig in Wagenfarbe lackierte Heckschürze sowie farblichen Änderungen im Innenraum aus.
Ab 2013 war die Ausstattungsvariante "Techno-Paket" erhältlich, welche u. a. ein Touchscreen-Radio beinhaltet.
Ebenfalls sind der Spoileransatz, die Außenspiegel, OEM-Alufelgen als auch die Heckschürze (anteilig) in schwarz bzw. dunkel-anthrazit lackiert.
Der Mazda3 MPS des Typs BL ist aufgrund des im Herbst 2013 erfolgten Modellwechsels seit März desselben Jahres nicht mehr bestellbar.

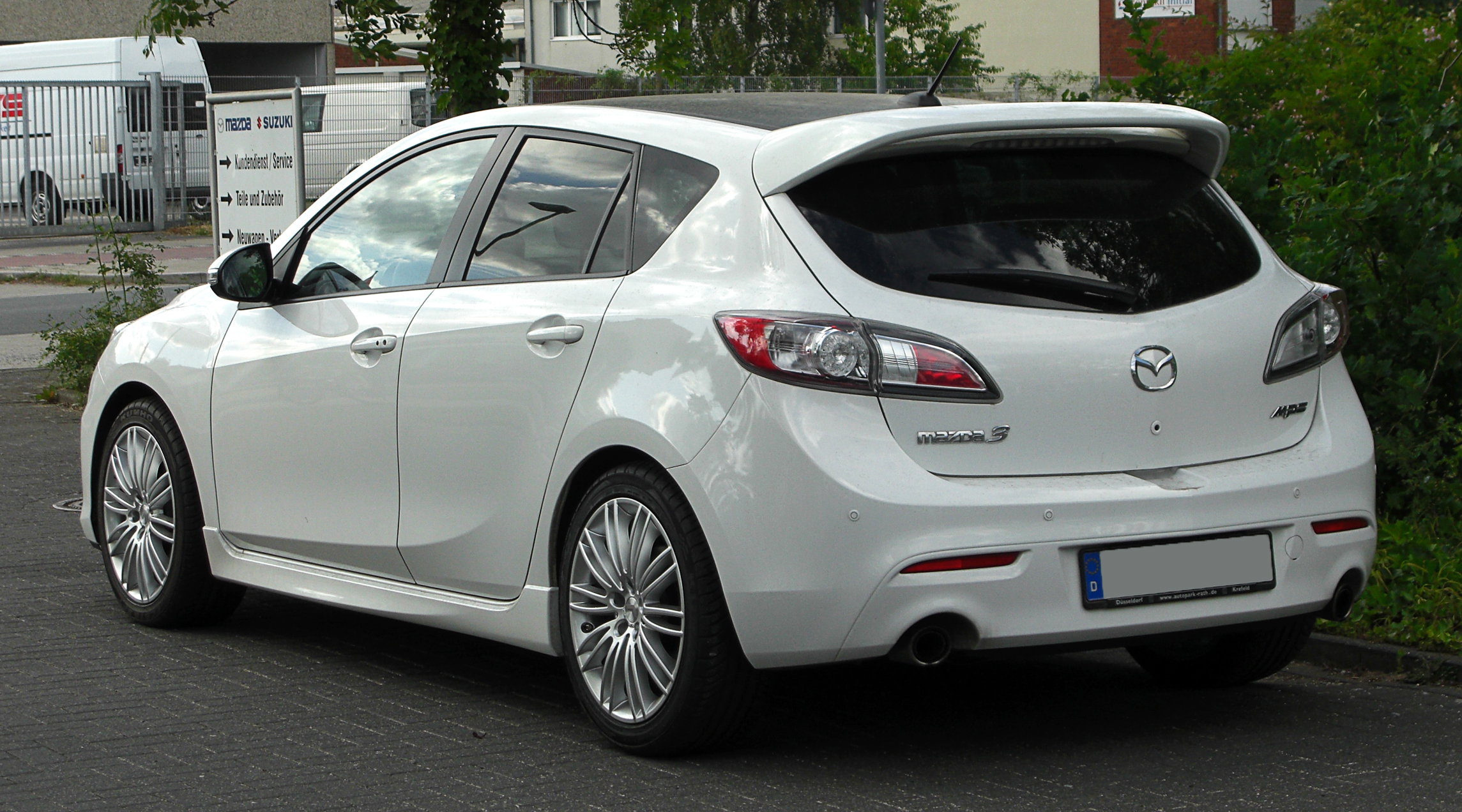
Heckansicht